# Bartholomäus Scholl
Bartholomäus Scholl (* 9. September 1550 in Hohenwart; † 20. Januar 1629) war ein deutscher Geistlicher.
Scholls Bruder Hieronymus war Hofprediger von Erzherzog Ferdinand zu Innsbruck. Seine Schwester Benigna war Oberin des Klosters Schwanz. Scholl studierte in Ingolstadt und erwarb den Magister der Philosophie sowie das Licentiat der Theologie. Er wurde Pfarrer zu Unserer Frau und Rektor der Universität. Er war Kanoniker zu St. Andrä in Freising. Er verwaltete die Pfarre Eiting und war für die Domprediger zu Freising.
Am 10. Mai 1581 ernannte Papst Gregor XIII. ihn zum Weihbischof in Freising und Titularbischof von Dariensis.